# 厦门市翔安第一中学
厦门市翔安第一中学，简称翔安一中，曾命名舫山中学，同安二中，是中华人民共和国福建省厦门市翔安区的完全中学，创于1945年。

## 学校荣誉
- 2004年，福建省一级达标高中。[2]
- 2017年，被福建省体育局和福建省教育厅确定为福建省体育传统特色项目学校。[3]

## 相关链接
- 厦门翔安一中网站